# Pseudobufo subasper
A Pseudobufo subasper a kétéltűek (Amphibia) osztályába, a békák (Anura) rendjébe és a varangyfélék (Bufonidae) családba tartozó Pseudobufo nem monotipikus faja.

## Elterjedése
A faj Indonéziában és Malajziában honos. Szumátra és Borneó szigetén gyakori, a maláj félszigeten már csak három területen fordul elő.

## Természetvédelmi helyzete
A fajra a fő veszélyt az árterületek lecsapolása és a környezetszennyezés jelenti.